# Биљановце
Биљановце (мкд. Биљановце) је насеље у Северној Македонији, у северном делу државе. Биљановце припада општини Куманово.

## Географија
Биљановце је смештено у северном делу Северне Македоније. Од најближег града, Куманова, село је удаљено 5 km јужно.
Село Биљановце се налази у историјској области Жеглигово, на приближно 380 метара надморске висине. Подручје око насеља је равничарско, док се на југу издиже побрђе Которци. Југоисточно од насеља протиче река Пчиња.
Месна клима је континентална са слабим утицајем Егејског мора (жарка лета).

## Становништво
Биљановце је према последњем попису из 2002. године имало 1.231 становника.
Савремени етнички састав:
| Националност | 1994. год.  | 2002. год.    |
| Македонци    | 791 (95,4%) | 1.195 (97,1%) |
| Срби         | 37 (4,5%)   | 32 (2,6%)     |
| остали       | 1 (0,1%)    | 4 (0,3%)      |
| УКУПНО       | 829         | 1.231         |

Претежна вероисповест месног становништва је православље.